# Sleeping Beauty (End of the World x Epik Highの曲)
『Sleeping Beauty』（スリーピング・ビューティー）は、日本のバンド・SEKAI NO OWARIの海外プロジェクト・End of the Worldと、韓国のヒップホップユニット・Epik Highがコラボした「EPIK HIGH × End of the World (SEKAI NO OWARI)」という名義でリリースされた配信デジタルシングルである。

## 概要
- End of the Worldとしては前作『Stargazer』から約4ヶ月ぶり、Epik Highとしてはアルバム『WE'VE DONE SOMETHING WONDERFUL』から約8ヶ月ぶりの作品。
- 2013年にEnd Of The World[注 1]として行ったカンヌでのライブで披露した『Sleeping Beauty』[注 2]とは異なる作品である。
- End of the World名義で今作よりも以前にリリースされた2作品とは異なり、日本のデジタルミュージックストアでも購入可能である。
- 両者はかねてから親交があり[3]、SEKAI NO OWARIが韓国のラジオ番組で出演した際にはコラボしたいアーティストとして彼らの名前を挙げていた。
- ライブで披露する際は、Nakajinがラップパートを歌う場合がある。
- 2018年11月6日に、Spotify上で100万再生を突破した[4]。
- 2020年11月27日にリリースされたオリジナルアルバム「Chameleon」に収録されている『My Sleeping Beauty』は、今作のアレンジバージョンで、Epik Highが歌うラップ部分が無くなっている。

## 収録曲

### Sleeping Beauty
1. Sleeping Beauty
2018年6月29日発売。日本のデジタルミュージックストアでも購入可能。アニメーションのミュージックビデオがある[5]。

### Sleeping Beauty (Digital Farm Animals Remix)
1. Sleeping Beauty (Digital Farm Animals Remix)
2018年7月20日発売。イギリス出身のミュージシャン、Digital Farm Animalsによるリミックス。日本のデジタルミュージックストアでは購入できないが、SpotifyとSoundCloud及びYouTubeで聞くことができる。